# Olbitherium millenariusum
L'olbiterio (Olbitherium millenariusum) è un mammifero erbivoro estinto, forse appartenente ai perissodattili. Visse nell'Eocene inferiore (circa 55 milioni di anni fa) e i suoi resti fossili sono stati ritrovati in Cina. 

## Descrizione
Questo animale è noto per alcuni fossili sia cranici che postcranici provenienti dalla formazione Wutu, nella provincia di Shandong (Cina). I fossili hanno permesso di ricostruire un animale di taglia modesta, probabilmente dotato di un corpo relativamente snello e di arti piuttosto allungati. Il cranio doveva essere abbastanza lungo. La dentatura era caratterizzata da molari moderatamente lofodonti; il primo e il secondo premolare superiore erano dotati di radice doppia, ed era presente una cuspide accessoria vicino al metaconulo del quarto premolare superiore. I molari superiori erano di aspetto squadrato.

## Classificazione
Descritto per la prima volta nel 2004 sulla base di fossili ritrovati in una miniera di carbone, Olbitherium è stato subito considerato un possibile stretto parente dei perissodattili. Le caratteristiche della dentatura richiamano da vicino quella dei perissodattili arcaici, ma solo la scoperta e la descrizione di nuovi fossili nel 2010 hanno permesso una più chiara classificazione: un'analisi cladistica ha messo in luce ulteriori affinità di Olbitherium, che risulterebbe affine agli isectolofidi primitivi come Homogalax. In ogni caso, alcune autapomorfie di Olbitherium suggeriscono che questo animale potrebbe appartenere a un nuovo gruppo di perissodattili arcaici.